# Daily Star (Angleterre)
Pour les articles homonymes, voir Daily Star.
Le Daily Star est un quotidien britannique de la catégorie tabloïd. Le journal a été lancé en 1978 et son tirage était en 2011 de 706 757 exemplaires ce qui le place au 4e rang des quotidiens britanniques derrière The Sun, le Daily Mail et The Daily Mirror. Propriété du groupe Northern & Shell (en), il est racheté début 2018 par le groupe Trinity Mirror, en même temps que d'autres titres du groupe (Daily Express et Sunday Express, OK !, New ! et Star).
Le Daily Star Sunday est l'édition du dimanche du Daily Star et a été lancé en 2002.